# Amblyeleotris guttata
Amblyeleotris guttata là một loài cá biển thuộc chi Amblyeleotris trong họ Cá bống trắng. Loài cá này được mô tả lần đầu tiên vào năm 1938.

## Từ nguyên
Tính từ định danh guttata trong tiếng Latinh nghĩa là “lốm đốm”, hàm ý đề cập đến những chấm tròn màu xanh lam phủ khắp đầu và thân của loài cá này.

## Phân bố và môi trường sống
Từ quần đảo Trường Sa của Việt Nam và bang Sabah (Malaysia), A. guttata có phân bố trải dài về phía đông đến quần đảo Marshall và quần đảo Samoa, ngược lên phía bắc đến quần đảo Ryukyu (Nhật Bản), phía nam đến bờ bắc Úc và Nouvelle-Calédonie. Những ghi nhận của loài cá này ở Ấn Độ Dương chưa được xác nhận.
A. guttata sống trên nền cát của rạn san hô ngoài khơi và đầm phá ở độ sâu đến ít nhất 40 m.

## Mô tả
Chiều dài cơ thể lớn nhất được ghi nhận ở A. guttata là 11 cm. Đầu và thân màu trắng đục hoặc xám nhạt, có rất nhiều đốm tròn màu cam tươi và chi chít chấm xanh lam khắp cơ thể. Có 4–5 sọc nâu đen mờ, hai vạch trước sẫm màu hơn. Vây bụng đen, vùng bụng xung quanh cũng đen. Mắt có các vệt đen xếp như nan hoa. Vây đuôi tròn.
Số gai vây lưng: 7; Số tia vây lưng: 12; Số gai vây hậu môn: 1; Số tia vây hậu môn: 12; Số gai vây bụng: 1; Số tia vây bụng: 5.

## Sinh thái
A. guttata sống cộng sinh với tôm gõ mõ Alpheus.

## Thương mại
A. guttata là một thành phần trong ngành buôn bán cá cảnh.